# Naẖal Lavan
Naẖal Lavan är en wadi i Egypten och Israel.   Den ligger i guvernementet Sina ash-Shamaliyya, i den nordöstra delen av landet, 300 km öster om huvudstaden Kairo.